# Cirrhilabrus lineatus
Cirrhilabrus lineatus Randall & Lubbock, 1982 è un pesce d'acqua salata appartenente alla famiglia Labridae che proviene dal Pacifico centro-occidentale.

## Distribuzione e habitat
Proviene dalle barriere coralline dell'oceano Pacifico; è stato localizzato dalle Isole della Lealtà, dalla Nuova Caledonia e dalla Grande Barriera Corallina. Si trova fino a 55 m di profondità.

## Descrizione
Presenta un corpo allungato, appena compresso lateralmente, con la testa dal profilo non particolarmente appuntito. La lunghezza massima registrata è di 12 cm. La pinna caudale ha il margine arrotondato, la pinna dorsale è decisamente più lunga della pinna anale. Gli occhi sono giallastri.
Il colore di fondo è giallo-rosato e sono presenti delle fasce blu-violacee orizzontali, una sul dorso e, nei maschi, una sul ventre. Diverse strisce e macchie dello stesso colore sono presenti su quasi tutto il corpo, soprattutto sulla testa. Il corpo può inoltre avere leggere sfumature verdastre. La pinna caudale è arancione con delle striature blu sottili, verticali e il bordo azzurro; il peduncolo caudale è diviso a metà da una linea orizzontale blu. La pinna dorsale e la pinna anale non sono particolarmente alte e sono dello stesso colore della pinna caudale. Nei maschi le pinne pelviche, blu, sono allungate come a formare dei filamenti. Gli occhi sono arancioni.

## Riproduzione
La fecondazione è esterna. È oviparo, ma non ci sono cure nei confronti delle uova.

## Conservazione
Viene a volte catturato per essere allevato in acquario ma non sembra che ciò accada così frequentemente da rappresentare una minaccia, quindi viene classificato come "a rischio minimo" (LC) dalla lista rossa IUCN.